# Liste der Bodendenkmäler in Eggstätt
Auf dieser Seite sind die Bodendenkmäler in der oberbayerischen Gemeinde Eggstätt zusammengestellt. Diese Tabelle ist eine Teilliste der Liste der Bodendenkmäler in Bayern. Grundlage ist die Bayerische Denkmalliste, die auf Basis des Bayerischen Denkmalschutzgesetzes vom 1. Oktober 1973 erstmals erstellt wurde und seither durch das Bayerische Landesamt für Denkmalpflege geführt wird. Die folgenden Angaben ersetzen nicht die rechtsverbindliche Auskunft der Denkmalschutzbehörde.

## Bodendenkmäler in Eggstätt
| Lage       | Objekt | Akten-Nr.     | Bild |
| ---------- | --- | ------------- | ---- |
| (Standort) | Reihengräberfeld des frühen Mittelalters. | D-1-8040-0149 |      |
| (Standort) | Straße der römischen Kaiserzeit, Teilstück der Trasse Augsburg–Salzburg. | D-1-8040-0151 |      |
| (Standort) | Grabhügel vorgeschichtlicher Zeitstellung sowie Brandgräber der römischen Kaiserzeit.                                                                                                   | D-1-8040-0158 |      |
| (Standort) | Burgstall des hohen Mittelalters. | D-1-8040-0188 |      |
| (Standort) | Körpergräber vor- und frühgeschichtlicher Zeitstellung. | D-1-8040-0203 |      |
| (Standort) | Brandgräber der römischen Kaiserzeit. | D-1-8040-0204 |      |
| (Standort) | Untertägige mittelalterliche und frühneuzeitliche Befunde und Funde im Bereich der katholischen Pfarrkirche St. Georg in Eggstätt und der abgegangenen Friedhofskapelle St. Laurentius. | D-1-8040-0206 |      |
| (Standort) | Abgegangene Mühle des späten Mittelalters und der frühen Neuzeit („Wöhrmühle“). | D-1-8040-0218 |      |